# 什斯特峰
什斯特峰（英語：Schist Peak），是南極洲的山峰，位於維多利亞地的斯科特海岸，屬於聖約翰斯山脈的一部分，海拔高度1,650米，由威靈頓維多利亞大學命名，現時由南極條約體系管理。